# Sekou Macalou
Sekou Macalou (Sarcelles, 20 aprile 1995) è un rugbista a 15 francese, che gioca come terza linea nello Stade français in Top 14.

## Biografia
Nato a Sarcelles, Macalou iniziò a giocare a rugby nel club locale, per poi spostarsi nelle giovanili del Massy. Debuttò in prima squadra nella stagione 2013-2014 di Fédérale 1, terza divisione francese, conquistando, il primo anno, la promozione in Pro D2. Dopo un'ulteriore annata con il Massy, si trasferì allo Stade français con un contratto espoir. Nella sua prima stagione con il club parigino esordì sia nel Top 14 che nelle coppe europee. L'anno successivo conquistò il suo primo titolo con la vittoria della Challenge Cup 2016-17. All'inizio della stagione seguente firmò il suo primo contratto professionistico legandosi allo Stade Français fino al 2022.
A livello internazionale, Macalou ebbe le sue prime esperienze nel rugby a 7; con la nazionale francese prese, infatti, parte all'edizione 2013 delle Sevens Grand Prix Series e a tre tappe delle IRB Sevens World Series 2013-2014. Nel 2015 giocò con la selezione francese under-20 sia il Sei Nazioni che il mondiale di categoria. Convocato dal ct Guy Novès per i test match del novembre 2017, esordì con la Francia partendo da titolare nella sfida contro il Giappone.. Successivamente fu inserito dal nuovo selezionatore Jacques Brunel nella squadra francese per il Sei Nazioni 2018, ma, in seguito a dei comportamenti inappropriati tenuti la sera dopo l'incontro con la Scozia, fu scartato senza giocare nemmeno un minuto. Riguadagnò la nazionale due anni più tardi, quando Fabien Galthié lo chiamò per l'Autumn Nations Cup, dove scese in campo contro Inghilterra ed Italia, segnando la sua prima meta internazionale contro quest'ultima.
Macalou può vantare una presenza nei Barbarians francesi ottenuta contro la Nuova Zelanda nel novembre 2017.

## Palmarès
- Challenge Cup: 1
Stade français: 2016-17